# Sphaerodactylus shrevei
Sphaerodactylus shrevei är en ödleart som beskrevs av  James D. Lazell, Jr. 1961. Sphaerodactylus shrevei ingår i släktet Sphaerodactylus och familjen geckoödlor. Inga underarter finns listade i Catalogue of Life.